# نوک‌شاخ همپریش
نوک‌شاخ همپریش با نام علمی Tockus hemprichii پرنده‌ای از خانوادهٔ نوک‌شاخان است که بومی آفریقا بوده و در اتیوپی، اریتره، اوگاندا، جیبوتی، سودان، سومالی و کنیا یافت می‌شود. نوک‌شاخ همپریش بیشترین گستردگی جمعیتی را در اتیوپی دارد. نام این پرنده برگرفته از نام ویلهلم همپریش، طبیعیدان آلمانی است.

## مشخصات
نوک‌شاخ همپریش پرنده‌ای بزرگ به طول ۵۹ سانتی‌متر است. پرهای قسمت بالایی بدن پرنده سیاه بوده و در حاشیهٔ بال‌ها رنگ‌پریده می‌شود. پرهای ناحیهٔ شکم سفید هستند. نوک پرنده به رنگ قرمز تیره است که در پرندهٔ نر روشنتر بوده و در پرندهٔ ماده بیشتر به سیاهی می‌گراید. پرندگان جوان نابالغ به پرندهٔ ماده شباهت دارند.
نوک‌شاخ همپریش بومی درختستان‌ها و بوته‌زارهای خشک با برونزدهای صخره‌ایست و در شکاف سنگ‌ها و صخره‌ها لانه‌سازی می‌کند.
صدای پرنده شامل مجموعه‌ای طولانی از آواهای بلند و سوت‌مانند کِک-کِک-کِک است که نخست به آرامی آغاز شده و پس از شدت یافتن به پیپ-پیپ-پیپ-پیپیپپیپیپیپ‌هایی عصبانی بدل می‌شود و سپس محو می‌گردد.